# Claude Moïse
 (août 2024).
Si vous disposez d'ouvrages ou d'articles de référence ou si vous connaissez des sites web de qualité traitant du thème abordé ici, merci de compléter l'article en donnant les références utiles à sa vérifiabilité et en les liant à la section « Notes et références ».
Claude Moïse, né le 14 novembre 1932 aux Gonaïves en Haïti, est un historien et analyste politique haïtien. Ancien professeur d'université, il est membre d'honneur de la Société haïtienne d'Histoire et de Géographie et membre du comité scientifique de la chaire Louis-Joseph Janvier sur le constitutionnalisme en Haïti.

## Biographie
En parallèle de ses études secondaires, Claude Moïse étudie également les activités civiques par le biais des associations de jeunes. Ancien étudiant de l'École Normale Supérieure, il commença sa carrière d'enseignant à Port-au-Prince, milita au sein du syndicat des enseignants pendant les bouleversements de 1956. Il fut chroniqueur sportive dans le journal Le nouvelliste de 1962 jusqu'à son exil en 1965. Il a enseigné au  Zaïre ( nouveau RDC) de 1965 à 1966 et au Québec de 1966 à 1994. Étant l'un des fondateurs de la revue Collectif Paroles, il aussi le rédacteur en chef de 1979 à 1983 et de 1984 à 1986. Ayant contribué à plusieurs ouvrages, il est co-auteur d'un manuel d'histoire et d'un essai politique, et aussi plusieurs textes d'analyses historiques et politiques publiés dans différentes revues,.

## Œuvres
- Constitutions et luttes de pouvoir en Haïti, Tome I, II. 1988,1990[4]
- Dictionnaire Historique de la Révolution haïtienne. 2003[5]
- Les trois âges du constitutionnalisme haïtien, indépendance, occupation étrangère, démocratie, ruptures et continuités. 2020 https://data.bnf.fr/fr/see_all_activities/12727403/page1
- Le projet national de Toussaint Louverture et la Constitution de 1801. 2001[6]
- Repenser Haïti, Grandeur et misères d'un mouvement démocratique.1992[7]
- Colonisation  et Esclavage en Haïti, le régime à Saint-Domingue: 1625-1789, en coll. avec Michel Hector[8]